# Codex Bureanus
Codex Bureanus, svensk handskrift på pergament om helgonlegender, från omkring 1350. Den förvaras vid Kungliga Biblioteket i Stockholm.
Codex Bureanus är en av de äldsta handskrifterna på svenska, endast några landskapslagar är äldre. Den skänktes 1634 till Johannes Bureus, därav namnet, och han gav den senare till Riksarkivet. 1780 hamnade den på Kungliga Biblioteket. Av de ursprungligen 200 bladen finns 60 bevarade.